# Cakranegara Barat
Cakranegara Barat is een bestuurslaag in het regentschap Mataram van de provincie West-Nusa Tenggara, Indonesië. Cakranegara Barat telt 6951 inwoners (volkstelling 2010).